# Plantago linearis
Plantago linearis  o llantén serrano es una especie de hierba perteneciente a la familia Plantaginaceae. Es utilizada dentro del sistema de salud tradicional desarrollado por los pueblos originarios de los Andes de Perú.

## Descripción
Es una hierba anual de hasta 25 cm; de raíz típica, axonomorfa. Hojas lanceoladas, aciculares y alternas, pubescentes (vellosas) de margen entero. Flores dispuestas en espigas con pedúnculo floral alargado; cáliz dialisépalo y pubescente; corola gamopétala y escariosa; androceo con estambres epipétalos, de anteras ditésicas, en la base del filamento (basifijas), encerradas en la envoltura superior (exsertas) y versátiles; ovario súpero, bicarpelar, de estilo apical y estigma simple. El fruto en cápsula pixidia.

## Distribución y hábitat
Se distribuye en Mesoamérica y Sudamérica entre los 1500 y 4000 metros en Colombia, Chile, Ecuador, Guatemala, México y Perú, es una planta terrestre.

## Taxonomía
Plantago linearis fue descrita científicamente por el naturalista y botánico alemán Carl Sigismund Kunth (abrev.: Kunth) y publicada en 1818 en Nova Genera et Species Plantarum (cuarta ed.) 2: 229.
Etimología
- Plantago: nombre genérico que deriva del latín plantāgo, a causa de la anchura de las hojas del género botánico, las que recuerdan a la planta del pie.[10]
- linearis: epíteto latíno que significa "linear".[11]

Subespecies
- P. l. var. agrostophylla (Decne.) Pilg., 1919[12]
- P. l. f. barneoudii (Decne.) Pilg., 1928[13]
- P. l. var. capitata Pilg., 1919[14]
- P. l. subsp. densa ex Pilg., 1928[15]
- P. l. var. eulinearis Pilg., 1928[16]
- P. l. var. humboldtii Vatke, 1874[17]
- P. l. var. lasiophylla Pilg., 1915[18][19]
- P. l. var. leptotricha Pilg., 1928[20][21]
- P. l. var. linearis
- P. l. var. mexicana (Link) Pilg., 1919[22]
- P. l. var. rhizophora Pilg., 1928[23]
- P. l. var. stenophylla Pilg., 1928[24]
- P. l. f. supina Pilg., 1928[25]
- P. l. var. villosa Pilg., 1928[26]

Sinonimia
- Plantago agrostophylla Decne., 1852[27]
- Plantago amblyacme Pilg., 1919[28]
- Plantago barneoudii Decne., 1852[29]
- Plantago bernoulliana Vatke, 1874[30]
- Plantago eriorrhiza Willd. ex Spreng., 1825[31]
- Plantago graminea Willd. ex Schult., 1818[32]
- Plantago lorentzii Pilg.,
- Plantago luzuloidea Decne., 1852[33]
- Plantago mexicana Link, 1821[34]
- Plantago sericea var. agrostophylla (Decne.) Wedd., 1860[35]
- Plantago sericea var. linearis (Kunth) Wedd., 1860[36]
- Plantago sericea var. luzuloidea (Decne.) Wedd., 1860[37]
- Plantago xorulensis Barn., 1818[38]

## Importancia económica y cultural

### Usos en la medicina tradicional
En Perú es considerada una planta medicinal y es utilizada por la medicina tradicional en forma oral y tópica.

#### Aplicaciones terapéuticas
- Inflamación y limpieza de heridas (vía tópica): utilizar la planta entera, fresca. Hervir una planta entera con 10 g de (matico) en 1/2 litro de agua. Dejarlo enfriar hasta la temperatura templada, retirar la planta y aplicar directamente sobre el área afectada, dos veces por día según la necesidad.[4]
- Hígado, inflamación de Riñones, heridas, vejiga (vía oral): utilizar la planta entera, fresca. Hervir 10 g en 1 litros de agua durante 10 minutos combinando con Equisetum bogotense (cola de caballo), Mauria heterophylla (chacur), Eugenia punicifolia (unquia) y Buddleja coriacea (flor blanca) (10 g de cada uno). Bañarse con la infusión resultante dos veces por mes. Tomar 4 veces por día por 1 mes. No usar más que 1 mes, ya que puede dañar la vista.[4]
- Tos, bronquitis (vía oral): utilizar la raíz, fresca. Hervir 2 raíces en 1 litro de agua durante 3 minutos mezclando con Piper aduncum (matico), Juglans neotropica (nogal), Senecio canescens (vira vira) y Eucalyptus globulus (eucalipto) (10 g de cada uno). Tomar 4 veces por día según la necesidad.[4]

## Nombres comunes
- Llantén, llantén de la costa, llantén serrano[4]